# Klingenberg am Main
Klingenberg am Main, Klingenberg a.Main – miasto w Niemczech, w kraju związkowym Bawaria, w rejencji Dolna Frankonia, w regionie Bayerischer Untermain, w powiecie Miltenberg. Leży między Spessart i Odenwaldem, ok. 10 km na północny zachód od Miltenberga, nad Menem, przy drodze B469 i linii kolejowej Aschaffenburg – Aalen.

## Dzielnice
W skład miasta wchodzą następujące dzielnice:
- Klingenberg
- Röllfeld
- Trennfurt

## Zabytki i atrakcje
- zamek Clingenburg
- miasto leży na szlaku wędrownym Frankońskie Wino Czerwone (Fränkischer Rotwein Wanderweg)

## Osoby urodzone w Klingenberg am Main
- Johann Valentin Adrian (1793–1864) – pisarz
- Werner Beierwaltes (ur. 1931) – filozof
- Willi Neuberger (ur. 1946) – piłkarz Bundesligi

## Galeria

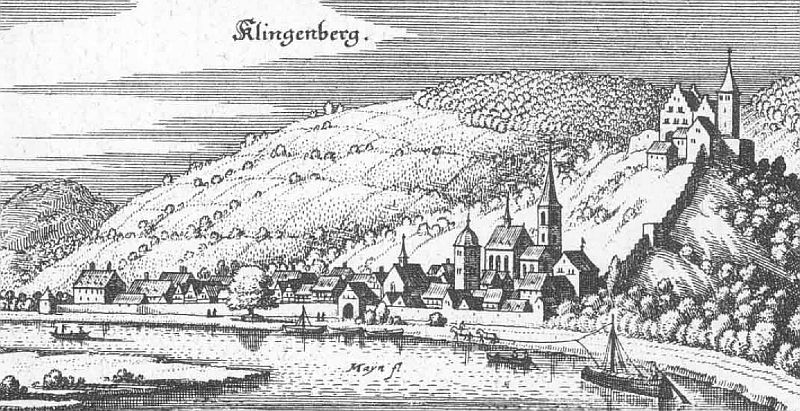
Miasto w 1655
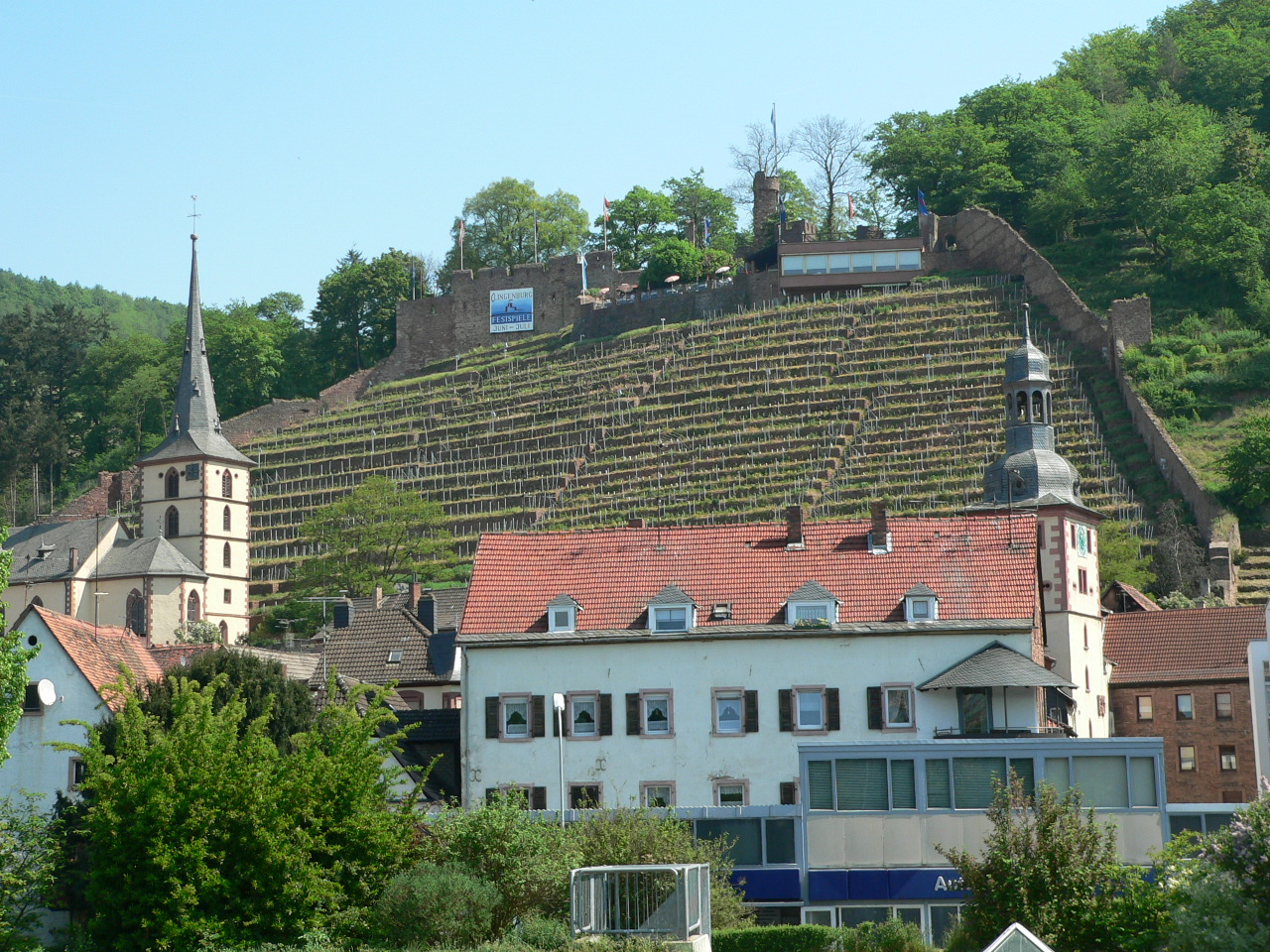
Zamek Clingenburg
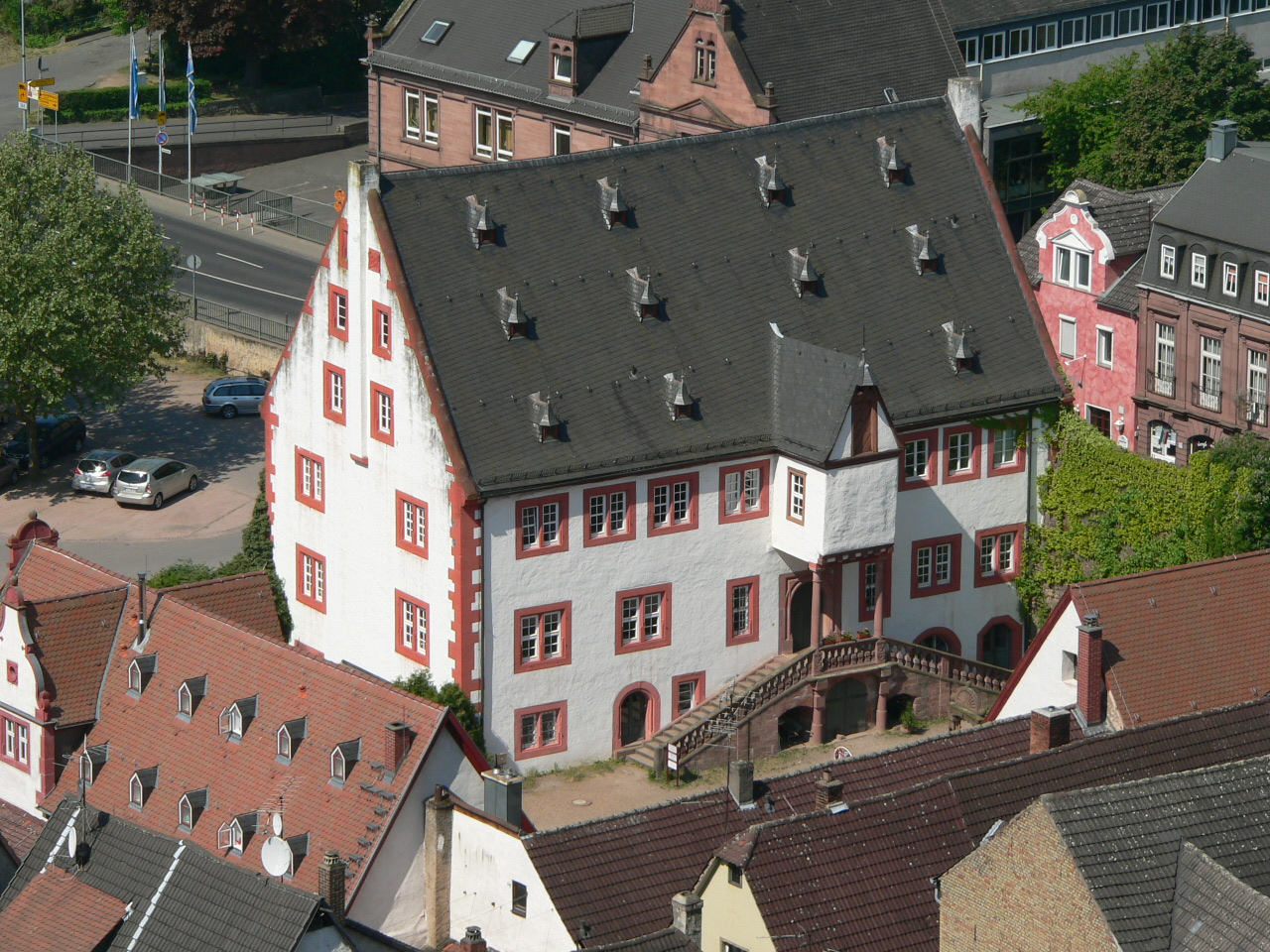
Pałac miejski